# Lagonosticta rhodopareia
La amaranta de Jameson (Lagonosticta rhodopareia) es una especie de ave paseriforme de la familia Estrildidae propia de África, donde se estima que se distribuye principalmente por África oriental y austral en unos 2.600.000 km². 

## Subespecies
- Lagonosticta rhodopareia ansorgei
- Lagonosticta rhodopareia bruneli
- Lagonosticta rhodopareia jamesoni
- Lagonosticta rhodopareia rhodopareia
- Lagonosticta rhodopareia taruensis